# Neobisium abeillei
Espèce
Synonymes
- Blothrus abeillei Simon, 1872

Neobisium abeillei est une espèce de pseudoscorpions de la famille des Neobisiidae.

## Distribution
Cette espèce est endémique d'Occitanie en France. Elle se rencontre dans des grottes en Ariège, en Haute-Garonne et dans les Hautes-Pyrénées.

## Description
Le mâle mesure 4 mm et la femelle 4 mm.

## Systématique et taxinomie
Cette espèce a été décrite sous le protonyme Blothrus abeillei par Simon en 1872. Elle est placée dans le genre Neobisium par Beier en 1932.

## Étymologie
Cette espèce est nommée en l'honneur d'Elzéar Abeille de Perrin.

## Publication originale
- Simon, 1872 : Notice sur les arachnides cavernicoles et hypogés. Annales de la Société Entomologique de France, sér. 5, vol. 2, p. 215–244 (texte intégral).